# برانیسلاو دروبنجاک
برانیسلاو دروبنجاک (انگلیسی: Branislav Drobnjak؛ زادهٔ ۱۶ مارس ۱۹۶۱) بازیکن فوتبال اهل یوگسلاوی بود.
وی همچنین در تیم ملی فوتبال یوگسلاوی بازی کرده‌است.